# فورد غاريسون
فورد غاريسون (بالإنجليزية: Ford Garrison) هو لاعب كرة قاعدة أمريكي، ولد في 29 أغسطس 1915 في غرينفيل في الولايات المتحدة، وتوفي في 6 يونيو 2001 في لارغو في الولايات المتحدة.

## وصلات خارجية
- فورد غاريسون على موقعبيزبول رفرنس.كوم (الدوري الرئيسي) (الإنجليزية)
- فورد غاريسون على موقع جمعية أبحاث البيسبول الأمريكية (الإنجليزية)